# Fagerbäckens naturreservat
Fagerbäckens naturreservat är ett naturreservat i Härjedalens kommun i Jämtlands län.
Området är naturskyddat sedan 2019 och är 77 hektar stort. Reservatet ligger nordost om Sveg och bsstår av bäckdalar, tallskog och hällmarkstallskog. 